# Born Again in the USA
Born Again in the USA är bandet Loose Furs andra studioalbum, utgivet 21 mars 2006.

## Låtlista
1. "Hey Chicken" – 3:02
2. "The Ruling Class" – 3:35
3. "Answers to Your Questions" – 4:58
4. "Apostolic" – 2:48
5. "Stupid as the Sun" – 2:33
6. "Pretty Sparks" – 3:12
7. "An Ecumenical Matter" – 3:20
8. "Thou Shalt Wilt" – 2:47
9. "Wreckroom" – 8:36
10. "Wanted" – 3:00